# Colabata
Colabata is een geslacht van vlinders van de familie Apatelodidae.

## Soorten
- C. basifulva Kaye, 1901
- C. dora Schaus, 1896
- C. eadgara Schaus, 1934
- C. ephora Cramer, 1781
- C. hezia Druce, 1899
- C. illauta Draudt, 1929
- C. liliana Schaus, 1900
- C. lybia Druce, 1898
- C. marginalis Walker, 1856
- C. mendozata Dognin, 1923
- C. thea Schaus, 1924